# Джон Блайт
Джон Блайт (John Blight; *30 липня 1913, Аделаїда, Австралія — 1995) — австралійський поет.

## Біографія
Народився у південному передмісті Аделаїди Анлей (Unley) в 1913 році. Навчався у Брісбенській державній вищій школі (Brisbane State High School).
Під час «Великої депресії» в Австралії (1930-ті) тинявся узбережжям Квінсленду в пошуках роботи.
У 1939 році Джон Блайт став бухгалтером у Бандаберзі (Квінсленд), а після другої світової війни зробився співвласником тартаку в районі Джимпі.
Повністю на письменницьку (поетичну) працю перейшов у 1973 році.
Джон Блайт отримав низку австралійських літературних премій, зокрема 3-ю за ліком премію Патріка Вайта (1976). Помер у 1995 році.